# Eclipses For Eyes
Eclipses For Eyes byla americká rocková skupina, původem z arizonského Tempe. Byla založená v roce 2012, ovšem od prosince 2017 je neaktivní.

## Členové
- Lexi Salazar - zpěv
- Cameron Dartt - kytara
- Allen Zettel - kytara
- Dustin Yoes - bicí
- Alex Cardwell - baskytara

## Diskografie

### EP

#### Letters
1. Sharks Videoklip
2. Dear Ana Videoklip
3. Letters Videoklip
4. Sonder Videoklip

#### Polaris
1. Left Of You Videoklip
2. The Fire Videoklip
3. Bad Weather Videoklip
4. Don't Ever Wake Me Up Videoklip
5. Deadlock Videoklip
6. DeadWeight Videoklip
7. Shere Khan Videoklip